# Laterogonopus simplex
Laterogonopus simplex är en mångfotingart som beskrevs av Sergei I. Golovatch 1984. Laterogonopus simplex ingår i släktet Laterogonopus och familjen orangeridubbelfotingar. Inga underarter finns listade i Catalogue of Life.